# سیده فاطمه خاتمی
سیده فاطمه خاتمی، (زاده ۱۳۳۷) نماینده دوره ششم مجلس شورای اسلامی از حوزه انتخابیه مشهد و کلات و عضو کمیسیون بهداشت و درمان این مجلس بوده است.
وی ریاست ستاد انتخاباتی محسن مهرعلیزده در انتخابات نهمین دوره ریاست جمهوری را بر عهده داشت.
وی هم‌نام خواهر رئیس‌جمهوری اسبق، سید محمد خاتمی است اما هیچ نسبتی با وی ندارد.